# Luís de Brienne

Brasão com as Armas da Casa de Brienne

Luís de Brienne (1230 -?) foi visconde de Beaumont, surge também designado como Luís d' Acra.

## Relações familiares
Foi filho de João I de Brienne, Imperador de Constantinopla e rei de Jerusalém, e de Berengária de Leão, infanta de Castela. Casou em 12 de Fevereiro de 1253 com Inês de Beaumont-Maine, viscondessa de Beaumont, de quem teve:
1. Maria de Brienne (1255 - 1340) casou com Henrique III de Avaugour (1250 -?).
2. Henrique Beaumont (1265 -?), Casou com Alicia Comyn.
3. João II de Brienne (1260 - ?), visconde de Beaumont-au-Maine casou com Joana de La Guerche, Senhora de La Guerche.
4. Joana de Brienne (c. 1260 -?), Senhora de Loué. Casou com Guy VIII de Montmorency-Laval.
5. Margarida de Brienne casou com Boemond VII de Poitiers (1287 -?), conde de Tripoli.
6. Isabel de Brienne casou com João de Vesci.